# Leo Jakobson
Leo Jakobson, född 16 december 1919 i Viborg, Finland, död 21 februari 2000 i Kalifornien, Förenta staterna, var en finländsk krigsveteran (löjtnant) och professor i stadsplanering och regional planering (urban and regional planning) vid Wisconsin–Madison‑universitetet. Han var son till Jonas Jakobson och Helmi Jakobson och bror till Max Jakobson.

## Judisk tilltänkt mottagare av tyskt nationalsocialistiskt Järnkors

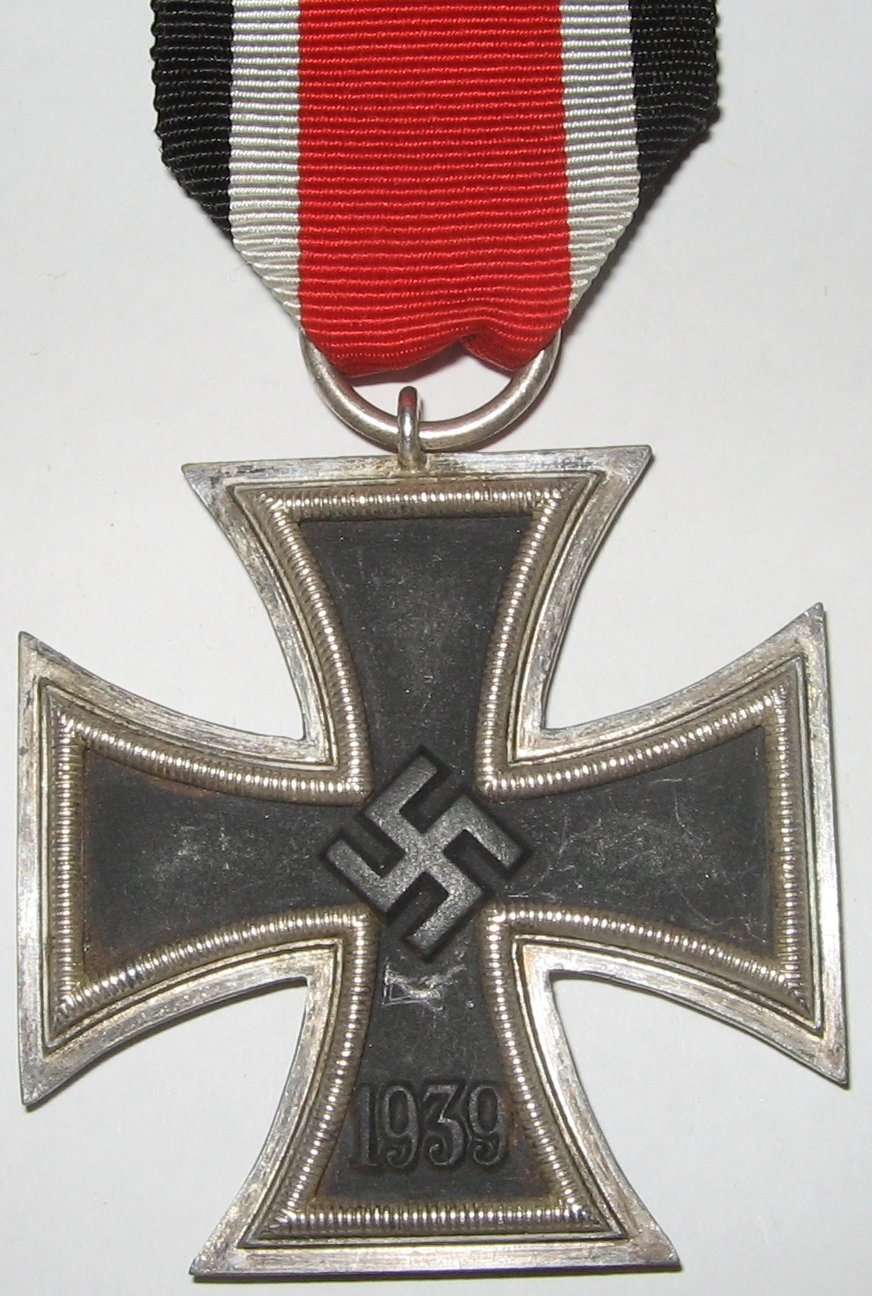
Fyra judiska finländare i Finlands försvarsmakt tackade nej till den nationalsocialistiska versionen av Järnkorset.

Leo Jakobson har blivit omskriven för anmärkningsvärda händelser under fortsättningskriget. Hans far var född jude och hans mor var den första finska kvinnan som konverterade till judendomen. Under fortsättningskriget 1941–1944 stred Finland vid det nationalsocialistiska Tysklands sida. Hjalmar Siilasvuos III:e armékår, ett finländskt förband, stod under tysk ledning inom Armeeoberkommando Norwegen. Bland de finländska soldaterna fanns judar, eftersom Finland inte förföljde och mördade judar. Den tyska militärledningen ville ge tapperhetsmedaljen Järnkorset till en finländsk judisk lotta och tre judiska finländska officerare, bland dem Leo Jakobson. Järnkorset hade under andra världskriget ett hakkors i mitten av det mantuanska korset. Leo Jakobson, som tjänstgjorde som officer vid huvudstaben, hade möjlighet att stryka sitt eget namn från listan över dem som skulle premieras med Järnkorset, och undvek därmed att bära ett hakkors samtidigt som Tyskland utrotade Europas judar.